# Mundo Bita
O Mundo Bita é um projeto de entretenimento infantil criado pelo músico e designer pernambucano Chaps Melo em 2011. Desde então, já lançou dezenas de singles musicais que arrecadaram diversas certificações de Ouro, Platina, Diamante e Diamante Duplo com milhões de singles vendidos.

## Surgimento

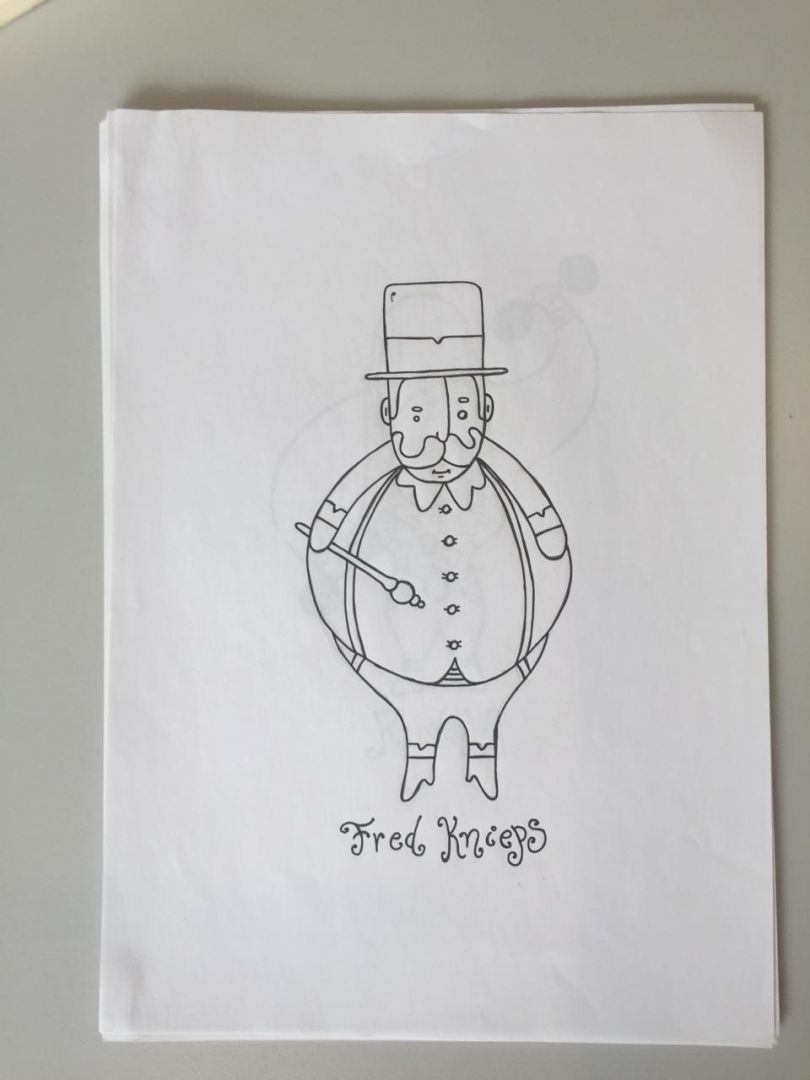
Primeira versão criada do personagem Bita

O Mundo Bita surgiu em Recife, Pernambuco, nos estúdios da Mr. Plot, uma produtora de conteúdo fundada por Chaps Melo e mais três amigos ― João Henrique Souza, Enio Porto e Felipe Almeida ―, todos pais que entenderam haver uma demanda por conteúdos de entretenimento infantil de qualidade. A grande jogada veio quando Chaps teve a ideia de resgatar aquele personagem gordinho de bigode laranja, trajando suspensório e cartola, que estampava a parede do quarto da filha, criado em 2010. Pode-se dizer que Bita tem a mesma idade de Anabel, filha mais velha de Chaps. Chaps conta que a inspiração para Bita veio de O Grande Circo Místico, disco de cabeceira do então músico amador. Em 2010, Chaps e alguns amigos resolveram começar uma empresa para produzir conteúdo infantil. Segundo o mesmo, eles queriam fazer algo autoral, novo e diferente, foi quando Chaps mostrou os personagens criados por ele para ilustrar o quarto da filha pouco antes dela nascer, e o pessoal curtiu muito, pois eram diferentes de tudo o que havia na época, foi quando o batizaram de Bita. Inicialmente, ele seria o herói de um livro digital, mas a ideia não vingou e só foi salva quando em 2012 decidiram experimentar transporta-lo para as telas com clipes musicais. Filho de uma pianista e um desenhista industrial, Melo sempre teve contato com a música e tinha uma banda, mas nunca imaginou que viveria disso. Decidiu compor algumas letras, melodias e testar a ideia. “Ainda é um trabalho muito artesanal, feito devagar e com muito cuidado, pesquisa, carinho”, explica Melo.
O nome do personagem mágico foi que veio depois: com o personagem escolhido, deu-se o batismo. Bita era um jogador do Náutico do qual o pai de Chaps gostava muito. Segundo ele, não foi homenagem ao time nem nada. A palavra tinha uma sonoridade interessante, facilmente traduzível para outras línguas, tornando-se um nome ótimo para a crianças conseguirem pronunciar Bita. Mas o sucesso não veio.
"Quase fechamos a empresa", lembra Chaps. "Nossa última cartada foi criar um novo aplicativo, 'Bita e os animais'. Me ofereci para fazer as músicas. Fiz três e gravei, acompanhado de dois amigos músicos que estão conosco desde então." Chaps, que até hoje compõe letra e melodia de todas as canções, além de acompanhar a produção de ilustrações e animações, trabalho que envolve 20 pessoas, lembra que um dos sócios foi a campo e conquistou dois grandes parceiros: a Sony Music Brasil, que logo se interessou em fazer um DVD, e o Discovery Kids.
Com um público-alvo de crianças até 3 anos, Bita ganhou audiência e sua própria turminha: Lila, Dan e Tito, além de Flora, criada para ser a cantora do show, já que seu mentor não tem tempo para cumprir a agenda de apresentações pelo país. Recentemente, uniu-se a eles um amigo ilustre, Bituca, inspirado em Milton Nascimento, que cantou com Chaps no videoclipe “Trem das estações”, lançado em setembro de 2017. Empolgado com o resultado, Milton ofereceu uma versão de “Bola de meia, bola de gude” para o novo amigo, com quem construiu o roteiro de mais um clipe, no ar desde dezembro.
Os clipes de “'Bita e a Natureza" tiveram, em apenas um ano, mais de 150 milhões de visualizações no canal da animação no YouTube. Além disso, o projeto conta com mais de 3 bilhões de visualizações no canal em português e está presente em plataformas como Netflix, TV Brasil, Deezer e Spotify.

## Intérprete
Apesar de muita gente achar que é Bita o grande cantor, na verdade um dos Plots, seus ajudantes, que é o verdadeiro artista (a voz é de Chaps Melo). Nas animações musicadas do Mundo Bita (as canções são de autoria de Chaps e de João Henrique Souza), entram temas “mais óbvios”, como preservação da natureza e criação dos filhos até questões atualíssimas, como igualdade de direitos para meninos e meninas e inclusão de deficientes físicos. “São temas que não eram pensados antigamente, temas do mundo atual”, explica Chaps. Ele conta que muitos dos temas surgem de demandas das famílias nas redes sociais. “A gente falou esse ano de ficar doente, que era um tema que a gente nunca tinha pensado, mas importante, já que em toda família a criança pode ficar doente”.

## Inclusão
Para temas mais delicados, a equipe da Mr. Plot consulta especialistas. “Quando a gente falou da inclusão das crianças com deficiência, A diferença que nos une, a gente foi buscar com o pessoal da AACD, que é parceira nossa”, diz Chaps. “Além disso, toda vez que a gente faz um show aqui no Recife, a gente busca fazer uma sessão extra com os participantes da AACD, com a galera que tem deficiência”.

## Grammy Latino e parcerias famosas
Depois de atingir a marca de 2 bilhões de views em seu canal do YouTube, em 2018, Mundo Bita foi indicado para o Grammy Latino na categoria Melhor Álbum Infantil Latino com o álbum Bita e a Natureza (2017). O álbum tem 12 composições e conta com participações de Milton Nascimento, Larissa Lisboa e Jr. Black. Foi a primeira vez que a animação, que é produzida pelo estúdio Mr. Plot, se inscreveu no prêmio. “O que mais me impactou foi quando o Milton Nascimento aceitou nosso convite pra fazer a parceria no clipe de Trem das Estações”, revela Chaps. “Um cara desse tamanho, um gênio da música mundial. Foi quando eu vi que a marca é realmente muito grande”. Para Chaps Melo, criador do Mundo Bita, a indicação ao Grammy Latino chegou no momento em que a Mr. Plot se prepara para levar o projeto para outros países. “Vejo no Bita uma forma diferente de lidar com o público infantil. Já começamos a fazer versões das animações em castelhano e temos o canal no YouTube Mundo Bita Español”, afirmou Chaps.
Além de Milton Nascimento, Mundo Bita também teve a participação de grandes nomes da música popular brasileira, como Ivete Sangalo, Lulu Santos, Vanessa da Mata, Alceu Valença, entre outros artistas locais e regionais.

## Aniversário de 10 anos
Em junho de 2021, o Mundo Bita comemorou 10 anos.

## Discografia
| Título                 | Detalhes do álbum                                                     | Certificações     |
| ---------------------- | --------------------------------------------------------------------- | ----------------- |
| Bita e os Animais      | - Formatos: - Gravadora: Sony Music - Lançado: 7 de outubro de 2014   | - BRA: Diamante   |
| Bita e as Brincadeiras | - Formatos: - Gravadora: Sony Music - Lançado: 7 de outubro de 2014   | - BRA: 2× Platina |
| Bita e o Nosso Dia     | - Formatos: - Gravadora: Sony Music - Lançado: 25 de setembro de 2015 | - BRA: Platina    |
| Bita e o Corpo Humano  | - Formatos: - Gravadora: Sony Music - Lançado: 16 de setembro de 2016 | - BRA: Platina    |
| Bita e a Natureza      | - Formatos: - Gravadora: Sony Music - Lançado: 29 de setembro de 2017 | - BRA: Platina    |
| Bita e o Nosso Mundo   | - Formatos: - Gravadora: Mundo Bita - Lançado: 18 de janeiro de 2019  | —                 |
| Bita e o Circo         | - Formatos: - Gravadora: Mundo Bita - Lançado: 17 de janeiro de 2020  | —                 |
| Bita e os Sentimentos  | - Formatos: - Gravadora: Mundo Bita - Lançado: 20 de janeiro de 2023  |                   |